# Jair Rosa Pinto
Jair Rosa Pinto (Quatis, Río de Janeiro, 21 de marzo de 1921-Río de Janeiro, 28 de julio de 2005) fue un futbolista brasileño que jugaba de mediocampista. 
Jugó en la selección de Brasil durante el Mundial de 1950 y fue ídolo en los equipos de Flamengo, Palmeiras, Santos y Vasco da Gama. 

## Trayectoria
Conocido como Jajá da Barra Mansa (el municipio de Quatis donde nació, en aquel entonces era un distrito de Barra Mansa), comenzó su formación futbolística en las categorías inferiores del Vasco da Gama, pero no permaneció en el club pues no había lugar para él.
Debutó como profesional en 1938, en el Madureira, donde jugó como mediocampista izquierdo y formó un trío con Lelé e Isaías, conocido como Os Três Patetas (en portugués: «Los tres chiflados», en referencia a los actores cómicos estadounidenses, muy populares en la época). Tuvieron tanto éxito que los tres fueron contratados por el Vasco da Gama en 1943 e integraron el plantel conocido como Expresso da Vitória (Expreso de la Victoria), uno de los mayores elencos de la historia del club, dirigido entre otros por el uruguayo Ondino Viera y por Flávio Costa. Para el Vasco jugó 71 partidos, con 44 victorias, 18 empates y 8 derrotas, y marcó 27 goles (con un promedio de 0,39 goles por partido).
En 1946 pasó al Flamengo pues, según su testimonio, se le pagaba bastante menos que a otros jugadores dl mismo equipo.
De Flamengo fue transferido a Palmeiras en 1949, después de recibir una acusación de soborno, por el juego en que el equipo perdió 5 a 2 con Vasco, y de que los seguidores de Flamengo quemaran su camiseta. Según Jajá, todo fue un malentendido que difundió el compositor y periodista deportivo Ary Barroso (simpatizante del Flamengo), a partir de un almuerzo entre él y el mayor Póvoas, dirigente del Vasco.
Con Palmeiras ganó la Copa Río 1951, el Paulistão de 1950 y el Torneo Río-São Paulo de 1951. El partido que marcó su pasaje por este equipo fue la final del Paulistao de 1950 en Pacaembú, disputada el 28 de enero de 1951. A Palmeiras le bastaba un empate para ser campeón ante São Paulo. En el primer tiempo, sus rivales hicieron un gol y la diferencia pudo ser mayor, de no mediar la buena actuación del arquero Oberdan Cattani. Pero en el entretiempo Jair motivó con gritos a sus compañeros para que salieran a buscar el partido. Bajo una lluvia torrencial y con el campo de juego en muy mal estado, llegó el empate que consagró a Palmeiras campeón e impidió el tricampeonato del club paulista. Los simpatizantes levantaron en andas a Jair y el partido pasó a ser conocido como el «jogo da lama» («partido del barro»), una de las finales más famosas de la historia del fútbol brasileño.
En 1956 pasó al Santos, donde ganó tres campeonatos paulistas (1956, 1958 y 1960). Volvió a vestir la camiseta del Vasco da Gama en 1957 en una serie de tres amistosos con Santos, en el Maracaná. Si bien jugó en Santos cuando ya tenía casi cuarenta años de edad, aún es recordado como integrante de la mejor línea del equipo en su historia (aunque no estuvieran Mengálvio y Coutinho). Esta línea ofensiva fue la que enfrentó al Palmeiras en el 7 a 6 del Torneo Río-São Paulo de 1958, y estaba formada por Dorval, Jair, Pagão, Pelé y Pepe. Esa formación batió el récord de goles del paulistão en 1958, con 143 goles, y volvió a batirlo al año siguiente, con 151 goles.
También jugó con en São Paulo y en Ponte Preta, donde en 1963 concluyó su carrera, a los 42 años.
Como director técnico dirigió varios clubes (entre ellos São Paulo, Fluminense, Santos y Palmeiras) pero no llegó a destacarse como en su época de jugador. 
Después de retirarse, se radicó en el barrio de Tijuca, donde solía frecuentar los cafés de la plaza Sáenz Peña. Falleció a los 84 años, de una embolia pulmonar posquirurgica, y su cuerpo fue cremado.

## Selección nacional
Con la selección brasileña jugó cuarenta y un partidos (treinta y nueve oficiales), con veinticinco victorias, cinco empates y once derrotas. Marcó veinticuatro goles (veintidós oficiales). Fue el goleador del Campeonato Sudamericano 1949 con nueve goles y fue elegido para el All-Star Team de la Copa Mundial de Fútbol de 1950, donde fue vicecampeón. A pesar de que la selección brasileña no usó numeración fija en aquella copa, Jair usaba siempre la camiseta 10, por lo que se le considera como el primer jugador brasileño en utilizar la camiseta 10 en Copas del Mundo.
Sobre la derrota en el Maracanazo frente a Uruguay, declaró: «Eso me lo voy a llevar a la tumba, pero, allá arriba, le preguntaré a Dios por qué perdimos el título más ganable de todas las copas, desde 1930».

### Participaciones en Copas del Mundo
| Mundial              | Sede   | Resultado  | PJ | G |
| -------------------- | ------ | ---------- | -- | - |
| Mundial de Brasil 50 | Brasil | Subcampeón | 5  | 2 |

### Participaciones en Campeonatos Sudamericanos
| Sudamericano                 | Sede      | Resultado    | PJ | G |
| ---------------------------- | --------- | ------------ | -- | - |
| Campeonato Sudamericano 1945 | Chile     | Subcampeón   | 5  | 2 |
| Campeonato Sudamericano 1946 | Argentina | Subcampeón   | 4  | 2 |
| Campeonato Sudamericano 1949 | Brasil    | Campeón      | 7  | 9 |
| Campeonato Sudamericano 1956 | Uruguay   | Cuarto lugar | 2  | 0 |

## Clubes

### Como futbolista
| Club          | País   | Periodo   | PJ  | Goles |
| ------------- | ------ | --------- | --- | ----- |
| Madureira     | Brasil | 1938-1943 |     |       |
| Vasco da Gama | Brasil | 1943-1946 | 71  | 27    |
| Flamengo      | Brasil | 1947-1949 | 87  | 62    |
| Palmeiras     | Brasil | 1949-1955 | 241 | 71    |
| Santos        | Brasil | 1956-1960 | 196 | 34    |
| São Paulo     | Brasil | 1961      | 31  | 2     |
| Ponte Preta   | Brasil | 1962-1963 |     |       |

### Como entrenador
| Club/selección                | País   | Año       |
| ----------------------------- | ------ | --------- |
| São Paulo                     | Brasil | 1963      |
| Ponte Preta                   | Brasil |           |
| Vitória                       | Brasil | 1971-1972 |
| Fluminense                    | Brasil | 1975      |
| Olaria                        | Brasil |           |
| Santos                        | Brasil |           |
| Madureira                     | Brasil |           |
| Sociedade Esportiva Palmeiras | Brasil |           |
| Guarani                       | Brasil |           |

## Palmarés

### Campeonatos nacionales
| Título               | Club          | País   | Año  |
| -------------------- | ------------- | ------ | ---- |
| Campeonato Carioca   | Vasco da Gama | Brasil | 1945 |
| Campeonato Carioca   | Vasco da Gama | Brasil | 1947 |
| Campeonato Paulista  | Palmeiras     | Brasil | 1950 |
| Torneo Río-São Paulo | Palmeiras     | Brasil | 1951 |
| Campeonato Paulista  | Santos        | Brasil | 1956 |
| Campeonato Paulista  | Santos        | Brasil | 1958 |
| Campeonato Paulista  | Santos        | Brasil | 1960 |
| Torneo Río-São Paulo | Santos        | Brasil | 1959 |

### Copas internacionales
| Título                       | Club      | País   | Año  |
| ---------------------------- | --------- | ------ | ---- |
| Mundial de Clubes            | Palmeiras |        | 1951 |
| Campeonato Sudamericano 1949 | Brasil    | Brasil | 1949 |